# Batalha de Nieuwpoort

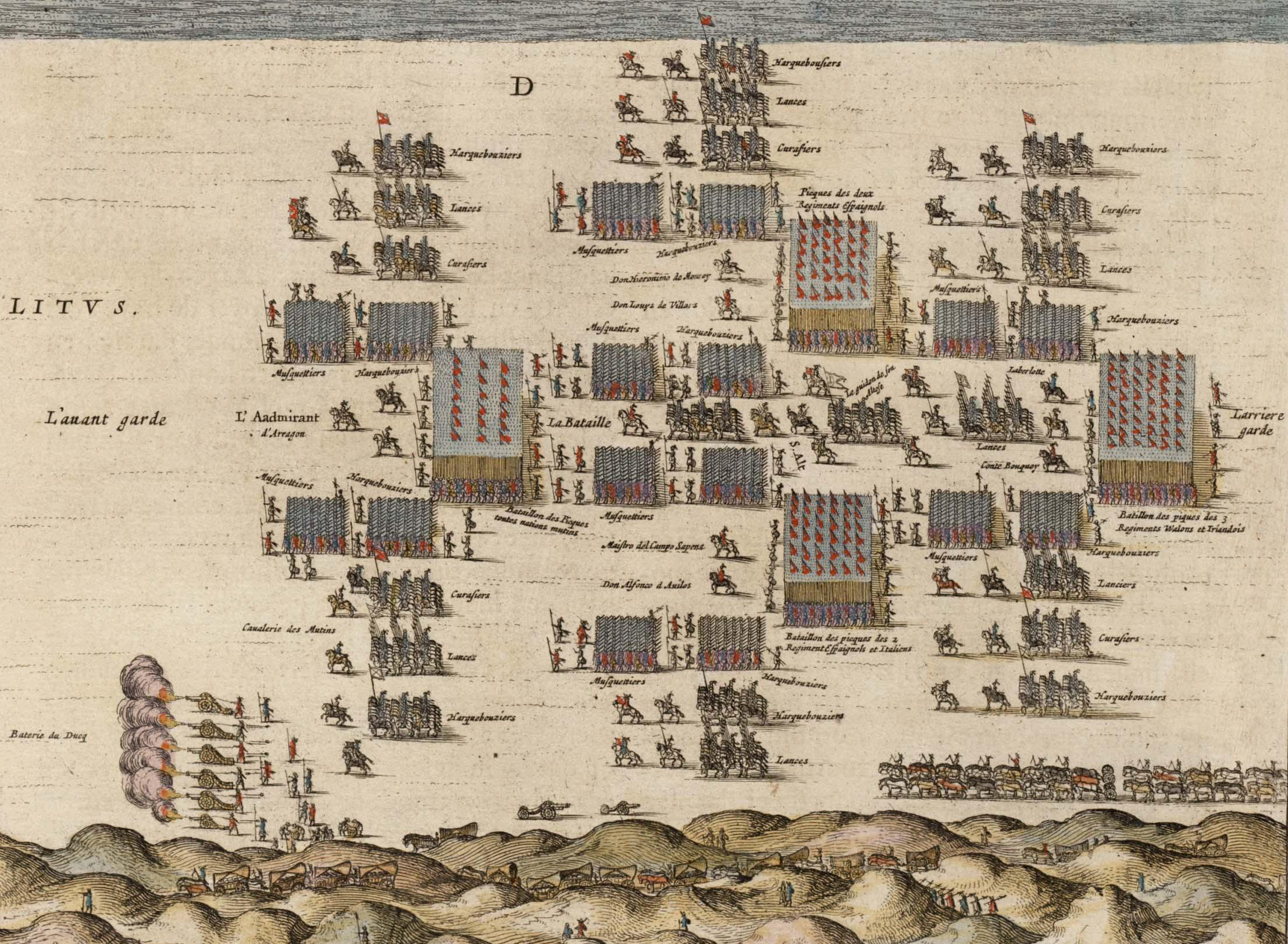
O dispositivo espanhol

A Batalha de Nieuwpoort (1600) nasceu de um plano ousado do príncipe Maurício de Nassau que, usando navios, invadiu o território dos Países Baixos controlados pela Espanha, durante a Guerra dos Oitenta Anos. Seu objetivo seria a captura de Oostende, mas foi frustrado pela aproximação do exército espanhol, comandado pelo arquiduque Alberto de Áustria.
Maurício tinha 9400 soldados de infantaria e 2500 soldados de cavalaria, Alberto dispunha de 2 terços espanhóis (6 a 7000 homens no total) e 1200 soldados de cavalaria. Visto que as tropas holandesas e inglesas haviam se posicionado nas dunas e na praia, as tropas espanholas tiveram que lutar contra o vento e o sol. Também porque Maurício segurou as tropas reservas mais longamente, a batalha foi ganha pelos holandeses. Os espanhois perderam cerca de 4000 homens, os Estados Gerais 1700.
O terreno, arenoso e estreito, limitado ao norte pelo mar e ao sul por dunas, prejudicou o papel tradicional da cavalaria. As poucas peças de artilharia neerlandesas foram fixadas sobre pranchões, para não afundarem, ao contrário das espanholas, que atolaram na areia.
Esta batalha pode ser considerada um marco na História Militar moderna, pois indicou o início do declínio do terço espanhol e o começo de formações lineares de infantaria menos rígidas.